# Hermann Abendroth
Pour les articles homonymes, voir Abendroth.
Hermann Abendroth (Hermann Paul Maximilian Abendroth) est un chef d'orchestre allemand, né à Francfort-sur-le-Main le 19 janvier 1883 et mort à Iéna le 29 mai 1956.

## Biographie
Il étudie la théorie musicale, la composition, le piano à Munich entre 1900 et 1903 ; c'est le wagnérien Felix Mottl et Ludwig Thuille qui lui enseignent la direction de l'Orchestervereins de 1903 à 1904, avant qu'il ne devienne Maître de chapelle au Théâtre et Kapellmeister de la société des amis de la Musique de Lübeck de 1905 à 1911, société soutenue par Ida Boy-Ed, quand il est remplacé par Wilhelm Furtwängler. 
En 1911, il est nommé directeur de la musique à Essen, puis chef des Concerts du Gürzenich de Cologne de 1915 à 1934, dirige également le Conservatoire de la ville (1925-1934). Avec cet orchestre, il établit sa réputation dans toute l'Europe et est invité plusieurs fois à diriger l'Orchestre symphonique de l'URSS ou l'Orchestre symphonique de Londres.
Démis de ses fonctions à Cologne en 1934 pour amitié supposée avec les soviétiques, il est nommé à la tête du prestigieux Orchestre du Gewandhaus de Leipzig, en remplacement de Bruno Walter, lui-même démis en raison de ses origines juives. Il réalise un certain nombre d'enregistrements à la tête de l'Orchestre de chambre de Cologne, notamment Vivaldi, Haendel et Mozart. Abendroth occupe ce poste jusqu'en 1945, date à laquelle il quitte également la direction du Conservatoire de Leipzig où il avait été nommé en 1941.
Adhérent du NSDAP, le parti nazi, Abendroth a toujours affirmé n'avoir jamais assisté à aucun rassemblement politique.
Après la guerre, il devient le directeur musical de la ville de Weimar de 1945 à 1956, puis revient à Leipzig afin d'y conduire l'Orchestre symphonique de la Radio de Leipzig de 1949 à 1956.
Son dernier poste l'amène à Berlin, à la tête de l'Orchestre symphonique de la Radio de Berlin (Berlin Est) de 1953 à 1956.

## Répertoire
Très à l'aise dans le répertoire germanique, Abendroth a laissé des enregistrements des symphonies d'Anton Bruckner particulièrement réussis où il laisse exprimer son sens de la précision dans des tempos pourtant endiablés. Ses lectures, fiévreuses et nerveuses, sont à découvrir grâce à des enregistrements monophoniques de bonne qualité.
On notera, entre autres, sa lecture exceptionnelle de la première symphonie de Johannes Brahms, avec l’orchestre philharmonique de Berlin (1941), qui a récemment été rééditée à partir des archives, ou celle de la symphonie nº 97 de Joseph Haydn enregistrée le 20 janvier 1955.